# Équipe de France de football en 1993
 (juillet 2024).
Si vous disposez d'ouvrages ou d'articles de référence ou si vous connaissez des sites web de qualité traitant du thème abordé ici, merci de compléter l'article en donnant les références utiles à sa vérifiabilité et en les liant à la section « Notes et références ».
Maillots

Cet article traite de l'année 1993 de l'équipe de France de football.
- L'équipe de France ne parvient pas à se qualifier pour la Coupe du monde 1994 aux États-Unis en terminant seulement troisième de son groupe de qualification derrière la Suède et la Bulgarie.
- Auteurs d'une belle série de victoires et d'un précieux match nul en Suède, les Bleus n'avaient pourtant besoin de conquérir qu'un seul point sur leurs deux derniers matchs pour obtenir leur billet pour les États-Unis (en réalité, pour le match France-Israël, une victoire aurait été synonyme de qualification, et un nul n'aurait suffit qu'en cas de scénario favorable lors des autres matches). Mais minée par des querelles internes[1], l'équipe de France se désagrège dans le sprint final et concède coup sur coup deux défaites à domicile contre Israël puis contre la Bulgarie. Lors de ce dernier match, c'est un but du Bulgare Emil Kostadinov à 2 secondes de la fin du temps réglementaire qui prive la France de Coupe du monde.
- Démissionnaire huit jours après à ce qui constitue l'un des plus gros fiasco de l'histoire de l'équipe de France, le sélectionneur national Gérard Houllier est remplacé en fin d'année par son adjoint Aimé Jacquet. Mais selon les termes employés, ce dernier n'est nommé qu'à titre provisoire.

## Les matchs
| Date             | Stade                                 | Adversaire | Score | Comp | Buteurs français                               |
| 17 février 1993  | Stade Ramat Gan Tel-Aviv, Israël      | Israël     | V 4-0 | QCM  | Cantona (27e), Blanc (62e et 84e), Roche (89e) |
| 27 mars 1993     | Ernst Happel Stadion Vienne, Autriche | Autriche   | V 1-0 | QCM  | Papin (58e)                                    |
| 28 avril 1993    | Parc des Princes Paris, France        | Suède      | V 2-1 | QCM  | Cantona (42e s.p. et 83e)                      |
| 28 juillet 1993  | Stade Michel-d'Ornano Caen, France    | Russie     | V 3-1 | A    | Sauzée (16e), Cantona (20e), Papin (36e)       |
| 22 août 1993     | Rasunda Stadion Stockholm, Suède      | Suède      | N 1-1 | QCM  | Sauzée (76e)                                   |
| 8 septembre 1993 | Stade Ratina Tampere, Finlande        | Finlande   | V 2-0 | QCM  | Blanc (47e), Papin (55e s.p.)                  |
| 13 octobre 1993  | Parc des Princes Paris, France        | Israël     | D 2-3 | QCM  | Sauzée (29e), Ginola (39e)                     |
| 17 novembre 1993 | Parc des Princes Paris, France        | Bulgarie   | D 1-2 | QCM  | Cantona (32e)                                  |

A : match amical. QCM : match qualificatif pour la Coupe du monde 1994

## Les joueurs
| Joueurs                              |     |     |     |     |    |     |     |     |
| Gardiens de but                      |     |     |     |     |    |     |     |     |
| Bernard Lama (1res sélections)       | 90  | 90  | 90  | r45 | 90 | 90  | 90  | 90  |
| Bruno Martini                        |     |     |     | 45  |    |     |     |     |
| Défenseurs                           |     |     |     |     |    |     |     |     |
| Laurent Blanc                        | 90  | 90  | 90  | 90  | 90 | 90  | 90  | 90  |
| Bixente Lizarazu                     | 82  | 90  | r1  | r25 | 90 |     | r67 |     |
| Emmanuel Petit                       | r27 | 90  | 90  | 80  |    | 90  | 90  | 90  |
| Alain Roche                          | 90  | 90  |     | 90  | 90 | 90  | 23  | 90  |
| Basile Boli                          | 90  |     | 90  | 62  |    |     |     |     |
| Jocelyn Angloma                      |     | 90  | 90  |     |    |     |     |     |
| Jean-Luc Dogon (unique sélection)    |     |     |     | r28 |    |     |     |     |
| Marcel Desailly (1res sélections)    |     |     |     |     | 90 | 90  | 90  | 90  |
| Milieux                              |     |     |     |     |    |     |     |     |
| Paul Le Guen                         | 90  | 90  | 90  | 90  | 90 | 90  | 90  | 90  |
| Didier Deschamps                     | 90  | 90  | 90  | 90  | 90 | 88  | 90  | 90  |
| Franck Sauzée (dernières sélections) | 90  | 87  | 90  | 85  | 90 | 90  | 90  | 60  |
| Corentin Martins                     |     | r3  | 90  | 65  |    | 72  |     |     |
| Pascal Vahirua                       |     |     | r45 |     | r9 |     |     |     |
| Reynald Pedros (1res sélections)     |     |     |     | r5  | 81 | r18 |     | 90  |
| Vincent Guérin (1res sélections)     |     |     |     |     |    | r2  |     | r30 |
| Youri Djorkaeff (1re sélection)      |     |     |     |     |    |     | r5  |     |
| Attaquants                           |     |     |     |     |    |     |     |     |
| Jean-Pierre Papin                    | 90  | 90  |     | 90  | 90 | 90  | 90  | 68  |
| Éric Cantona                         | 90  |     | 90  | 90  | 90 | 90  | 90  | 90  |
| David Ginola                         | 63  |     | 45  |     |    |     | 85  | r22 |
| Patrice Loko                         | r8  | r20 |     |     |    |     |     |     |
| Xavier Gravelaine                    |     | 70  |     | r10 |    |     |     |     |